# Saint-Pierre-la-Garenne
Saint-Pierre-la-Garenne är en kommun i departementet Eure i regionen Normandie i norra Frankrike. Kommunen ligger i kantonen Gaillon-Campagne som tillhör arrondissementet Les Andelys. År 2022 hade Saint-Pierre-la-Garenne 923 invånare.

## Befolkningsutveckling
Antalet invånare i kommunen Saint-Pierre-la-Garenne
Referens:INSEE